# 옥산역
옥산역(Oksan station, 玉山驛)은 경상북도 상주시 공성면 산현리에 있는 경북선의 역이며, 역명과는 달리 옥산리에 있지는 않다. 1924년 경북선이 개통되었을 때부터 영업을 시작하였으며, 현재 역사는 1988년에 신축되었다. 2006년 6월 김천역의 다음 역인 두원역이 폐역되어 경북선의 첫 번째 정차역이 되었다.

## 연혁
- 1924년 10월 1일 : 김천-상주 구간 개통과 함께 영업 개시[1]
- 1940년 3월 1일 : 국철에 편입
- 1982년 5월 10일 : 부산행 통일호 열차 정차
- 1988년 12월 8일 : 현재의 역사 준공
- 1992년 6월 10일 : 수소화물 취급 중지[2]
- 1994년 3월 : 통일호열차 2회 증차(영주-동대구,부산)
- 1995년 1월 16일 : 단선 자동폐색식 시행(김천~옥산 간)
- 1996년 1월 13일 : 단선 연동폐색식 시행(옥산~상주 간), 통표폐색기 철거
- 1997년 7월 1일 : 두원역 관리역으로 지정
- 2002년 8월 11일 : 숙직실, 화장실, 창고, 개보수(장애인 화장실 신축)
- 2009년 10월 31일 : 화물 취급 중지[3]
- 2017년 12월 18일 : 화물 취급 중지[4]
- 2019년 1월 1일 : 경북선 열차편 개편에 따라 하루 왕복5회 정차로 증설
- 2021년 1월 1일: 철도승차권 단말기 철거 및 무배치간이역으로 격하

### 승강장
| ↑청리                |
| \| １２ \| 미사용 \| |
| 김천↓                |

| 1 | 경북선 | 무궁화호 | 영주 방면 |
| 2 | 경북선 | 무궁화호 | 김천 방면 |

## 인접한 역
| 경북선         | 경북선          | 경북선    |
| -------------- | --------------- | --------- |
| 청리 영주 방면 | 무궁화호 경북선 | 김천 방면 |